# Sinibrama macrops
Sinibrama macrops är en fiskart som först beskrevs av Günther, 1868.  Sinibrama macrops ingår i släktet Sinibrama och familjen karpfiskar. IUCN kategoriserar arten globalt som livskraftig. Inga underarter finns listade i Catalogue of Life.